# Agrilus delmastrellus
Agrilus delmastrellus es una especie de insecto del género Agrilus, familia Buprestidae, orden Coleoptera.
Fue descrita científicamente por Curletti & Vayssières, 2007.